# Przemysław Niemiec
Przemysław Niemiec (* 11. April 1980 in Oświęcim) ist ein ehemaliger polnischer Radrennfahrer.

## Sportlicher Werdegang
Przemysław Niemiec konnte bei der Polen-Rundfahrt 2004 die Gesamtbergwertung für sich entscheiden. Er hatte fast doppelt so viele Punkte wie der Zweite Marek Rutkiewicz gesammelt. In der Zwischensprintwertung belegte er den fünften Rang. Im folgenden Jahr gewann er die Gesamtwertung der Slowenien-Rundfahrt. Seinen größten Erfolg feierte er 2006 mit dem Sieg bei dem Eintagesrennen Giro di Toscana. Er fährt zurzeit für das italienische Team Lampre-Merida. Sein bestes Ergebnis bei einer Grand Tour konnte er mit dem sechsten Platz in der Gesamtwertung beim Giro d’Italia 2013 erreichen. Im Jahr darauf entschied er eine Etappe der Vuelta a España für sich, 2016 eine Etappe und die Bergwertung der Türkei-Rundfahrt.
Mit dem Ablauf der Saison 2018 beendete er seine Karriere.

## Ehrungen
2014 wurde Niemiec mit dem Verdienstkreuz der Republik Polen in Bronze ausgezeichnet.

## Erfolge
2004
- Bergwertung Polen-Rundfahrt

2005
- Gesamtwertung und eine Etappe Tour de Slovénie

2006
- Giro di Toscana

2008
- eine Etappe Route du Sud

2009
- eine Etappe Giro del Trentino
- Gesamtwertung und eine Etappe Route du Sud
- Polnischer Meister – Berg

2010
- eine Etappe Settimana Internazionale
- eine Etappe Tour des Pyrénées

2014
- eine Etappe Vuelta a España

2016
- eine Etappe und Bergwertung Türkei-Rundfahrt

## Platzierungen bei den Grand Tours
| Grand Tour            | 2011 | 2012 | 2013 | 2014 | 2015 | 2016 | 2017 |
| --------------------- | ---- | ---- | ---- | ---- | ---- | ---- | ---- |
| Giro d’ItaliaGiro     | 40   | 39   | 6    | 49   | 128  | DNF  | –    |
| Tour de FranceTour    | –    | –    | 57   | –    | –    | –    | –    |
| Vuelta a EspañaVuelta | 54   | 15   | –    | 26   | DNF  | –    | 86   |

## Teams
- 2002 Amore & Vita-Beretta
- 2003 Amore & Vita-Beretta
- 2004 Miche
- 2005 Miche
- 2006 Miche
- 2007 Miche
- 2008 Miche-Silvercross
- 2009 Miche-Silver Cross-Selle Italia
- 2010 Miche
- 2011 Lampre-ISD
- 2012 Lampre-ISD
- 2013 Lampre-Merida
- 2014 Lampre-Merida
- 2015 Lampre-Merida
- 2016 Lampre-Merida
- 2017 UAE Team Emirates
- 2018 UAE Team Emirates